# Malek Rahmati
Malek Rahmati (em persa: مالک رحمتی) (Maragha, Irã, 1982 — Varzaqan, 19 de maio de 2024) foi um político iraniano que atuou como governador-geral do Azeraijão Oriental de janeiro de 2024 até a data de sua morte, em maio de 2024. No passado, ele chefiou a Organização de Privatização do Irã, de 2023 a 2024.

## Acidente e morte
Em 19 de maio de 2024, um helicópotero que transportava Rahmati — ao lado do presidente Ebrahim Raisi, do Ministro das Relações Exteriores do Irã Hossein Amir-Abdollahian e do representante do Líder Supremo do Irã no Azerbaijão Oriental Mohammad Ali Ale-Hashem — caiu em Varzaqan, na província Leste do Azerbaijão. Todos morreram no acidente.